# Allegiant Air
Allegiant Air (generalmente abreviado a Allegiant y estilizado como allegiant) (NASDAQ: ALGT) es una aerolínea estadounidense de ultra bajo costo que opera vuelos regulares y chárter. Como una importante aerolínea, es la novena aerolínea comercial más grande de los Estados Unidos. Es propiedad exclusiva de Allegiant Travel Company, una empresa que cotiza en bolsa con 4.000 empleados y más de 2.600 millones de dólares de capitalización de mercado. La sede corporativa se encuentra en Summerlin, Nevada, un suburbio de Las Vegas.

## Destinos
Allegiant ofrece servicio a 124 destinos en los Estados Unidos, principalmente a aeropuertos regionales más pequeños que no son centrales y, por lo general, solo unas pocas veces por semana. Elige sus rutas después de calcular los costos e ingresos esperados y agrega o finaliza el servicio a destinos particulares según lo requiera la demanda. 

## Flota

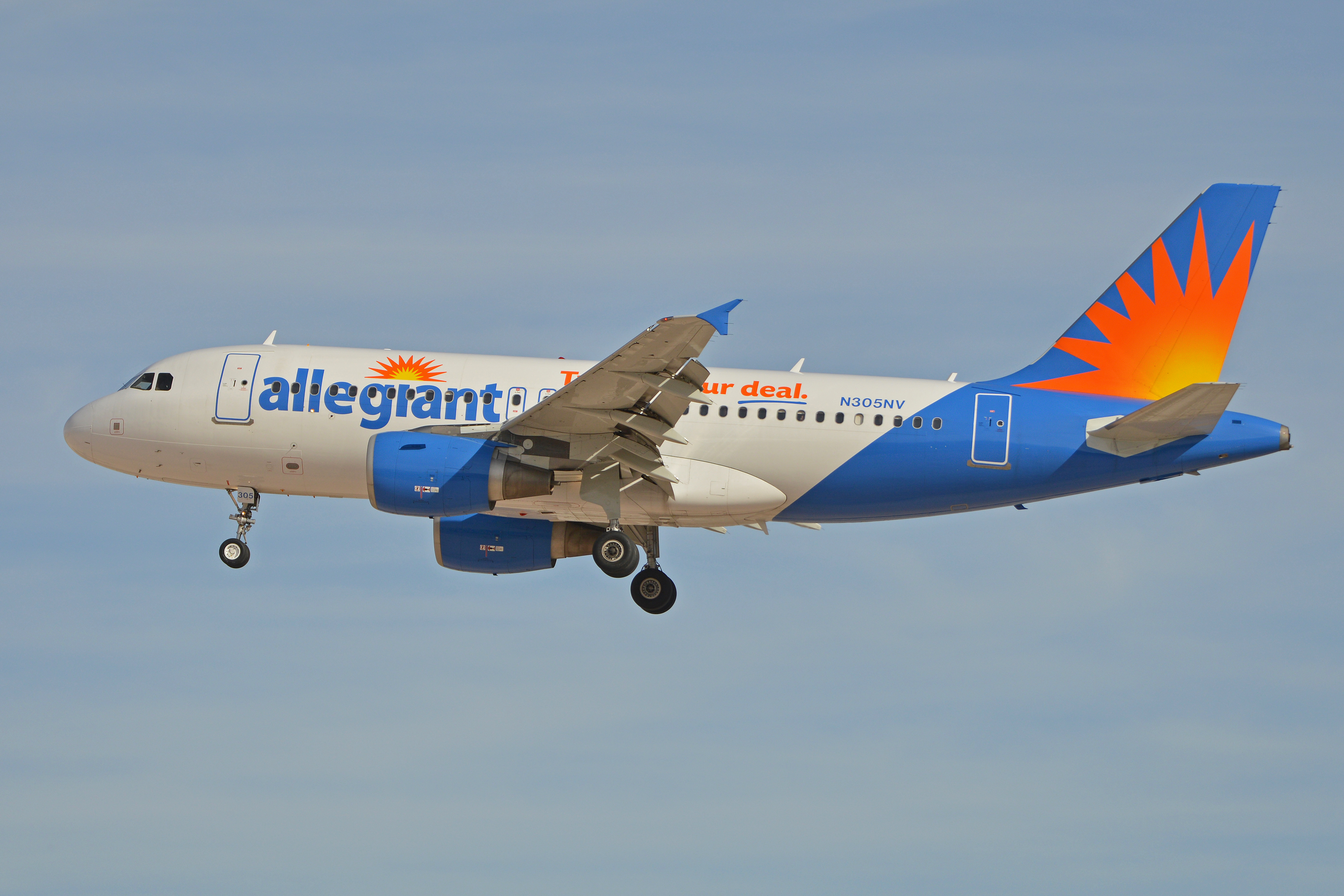
Un Airbus A319 de Allegiant Air.

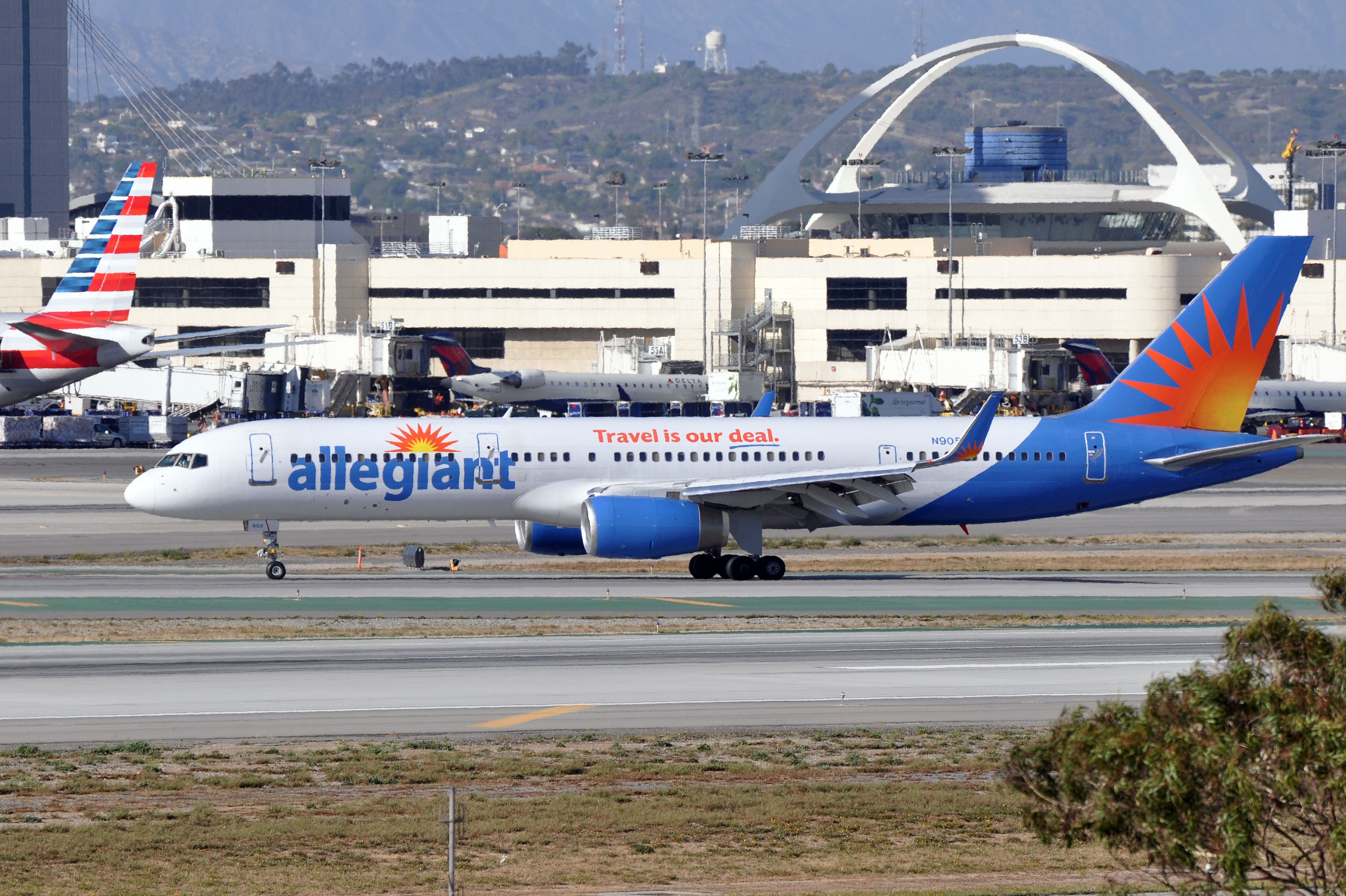
Un 757-200 ahora retirado de Allegiant Air Boeing en el Aeropuerto Internacional de Los Ángeles.

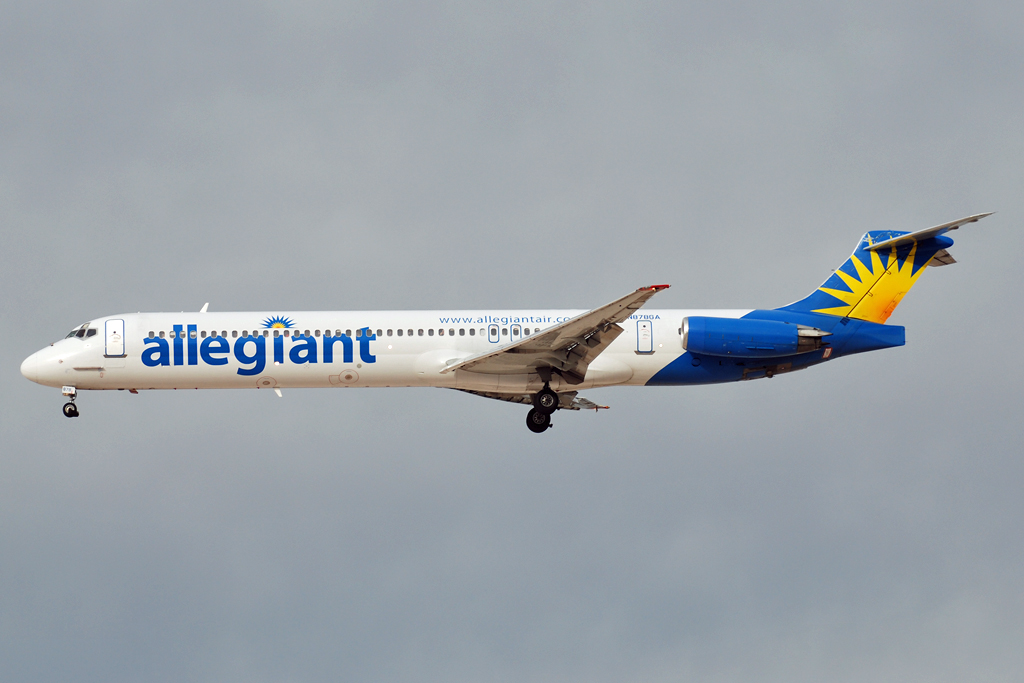
Un McDonnell Douglas MD-83 ahora retirado de Allegiant Air.

### Flota actual
A julio de 2025, Allegiant cuenta con promedio de edad de 14.7 años en su flota:
| Avión              | En Servicio | Órdenes | Pasajeros | Pasajeros | Pasajeros | Notas                                                     |
| Avión              | En Servicio | Órdenes | Y+        | Y         | Total     | Notas                                                     |
| ------------------ | ----------- | ------- | --------- | --------- | --------- | --------------------------------------------------------- |
| Airbus A319-100    | 32          | —       | 18        | 138       | 156       |                                                           |
| Airbus A320-200    | 10          | —       | 18        | 159       | 177       | A ser retirados a finales de 2025.                        |
| Airbus A320-200    | 75          | —       | 18        | 168       | 186       |                                                           |
| Boeing 737 MAX 7   | —           | 24      | ASA       | ASA       | ASA       | Opciones por 80 aviones adicionales. Entregas hasta 2027. |
| Boeing 737 MAX 200 | 13          | 13      | 21        | 169       | 190       | Opciones por 80 aviones adicionales. Entregas hasta 2027. |
| Total              | 130         | 37      |           |           |           |                                                           |

### Flota histórica
| Avión                     | Total | Introducido | Retirado | Reemplazo                       |
| ------------------------- | ----- | ----------- | -------- | ------------------------------- |
| Boeing 757-200            | 6     | 2010        | 2017     | Ninguno                         |
| McDonnell Douglas DC-9-21 | 1     | 1998        | 2002     | Familia McDonnell Douglas MD-80 |
| McDonnell Douglas DC-9-51 | 3     | 1999        | 2002     | Familia McDonnell Douglas MD-80 |
| McDonnell Douglas MD-82   | 2     | 2003        | 2013     | Familia Airbus A320             |
| McDonnell Douglas MD-83   | 49    | 2002        | 2018     | Familia Airbus A320             |
| McDonnell Douglas MD-87   | 4     | 2001        | 2013     | Familia Airbus A320             |
| McDonnell Douglas MD-88   | 8     | 2007        | 2018     | Familia Airbus A320             |